# Serrat de les Tombes (Capolat)
El Serrat de les Tombes és una muntanya de 1.205 metres que es troba al municipi de Capolat, a la comarca catalana del Berguedà.